# Stanley Cup 1974
La finale della Stanley Cup 1974 è stata una serie al meglio delle sette gare che ha determinato il campione della National Hockey League per la stagione 1973-74. Al termine dei playoff si qualificarono per la serie finale i Philadelphia Flyers e i Boston Bruins. I Bruins nella serie finale di Stanley Cup usufruirono del fattore campo in virtù del maggior numero di punti ottenuti nella stagione regolare, 113 contro i 112 dei Flyers. La serie iniziò il 7 maggio e finì il 19 maggio con la conquista della Stanley Cup da parte dei Flyers per 4 a 2.
I Flyers grazie al successo nella serie finale contro i favoriti Bruins furono la prima franchigia nata dopo la fine dell'era delle Original Six capace di vincere la Stanley Cup. Fra le gare più importanti vi fu Gara 2, infatti i Flyers riuscirono a sconfiggere ai supplementari i Bruins al Boston Garden per la prima volta dopo 18 sconfitte e 2 pareggi. La vittoria venne celebrata lungo una delle strade principali di Filadelfia, la Broad Street, da oltre due milioni di spettatori.
Al termine della serie il portiere canadese Bernie Parent fu premiato con il Conn Smythe Trophy, trofeo assegnato al miglior giocatore dei playoff.

## Contendenti

### Philadelphia Flyers
I Philadelphia Flyers conclusero la stagione regolare in prima posizione nella West Division vincendo il Clarence S. Campbell Bowl con 112 punti, seconda miglior prestazione della lega alle spalle solo dei Bruins. Nei quarti di finale batterono gli Atlanta Flames per 4-0 mentre nelle semifinali sconfissero per 4-3 i New York Rangers.

### Boston Bruins
I Boston Bruins conclusero la stagione regolare al primo posto nella East Division con 113 punti e il Prince of Wales Trophy, miglior risultato di tutta la NHL. Nei quarti di finale sconfissero per 4-0 i Toronto Maple Leafs, mentre nelle semifinali affrontarono i Chicago Blackhawks e li superarono per 4-2.

## Serie

### Gara 1
| Boston 7 maggio 1974                                                                                   | Philadelphia Flyers | 2 – 3 (0-2; 1-0; 1-1) referto          | Boston Bruins | Boston Garden (15.003 spett.) |
| \| \| \| \| \| Kindrachuk 27:47 Clarke 45:32 \| Marcatori \| 12:05 Cashman 13:01 Sheppard 59:38 Orr \| |                     |                                        |               |                               |
| |                     |                                        |               |                               |
| Kindrachuk 27:47 Clarke 45:32                                                                          | Marcatori           | 12:05 Cashman 13:01 Sheppard 59:38 Orr |               |                               |

### Gara 2
| Boston 9 maggio 1974                                                                            | Philadelphia Flyers | 3 – 2 (d.t.s.) (0-1; 0-1; 0-1) referto | Boston Bruins | Boston Garden (15.003 spett.) |
| \| \| \| \| \| Clarke 21:08, 72:01 Dupont 59:08 \| Marcatori \| 14:24 Cashman 17:22 Esposito \| |                     |                                        |               |                               |
|                                                                                                 |                     |                                        |               |                               |
| Clarke 21:08, 72:01 Dupont 59:08                                                                | Marcatori           | 14:24 Cashman 17:22 Esposito           |               |                               |

### Gara 3
| Filadelfia 12 maggio 1974                                                                                | Boston Bruins | 1 – 4 (1-2; 0-0; 0-2) referto                              | Philadelphia Flyers | The Spectrum (17.007 spett.) |
| \| \| \| \| \| Bucyk 01:03 \| Marcatori \| 10:07 Blandon 15:43 Crisp 47:53 Kindrachuk 54:19 Lonsberry \| |               |                                                            |                     |                              |
| |               |                                                            |                     |                              |
| Bucyk 01:03                                                                                              | Marcatori     | 10:07 Blandon 15:43 Crisp 47:53 Kindrachuk 54:19 Lonsberry |                     |                              |

### Gara 4
| Filadelfia 14 maggio 1974                                                                                            | Boston Bruins | 2 – 4 (2-2; 0-0; 0-2) referto                          | Philadelphia Flyers | The Spectrum (17.007 spett.) |
| \| \| \| \| \| Esposito 07:12 Savard 11:24 \| Marcatori \| 04:40 MacLeish 05:30 Schultz 54:25 Barber 56:40 Dupont \| |               |                                                        |                     |                              |
| |               |                                                        |                     |                              |
| Esposito 07:12 Savard 11:24                                                                                          | Marcatori     | 04:40 MacLeish 05:30 Schultz 54:25 Barber 56:40 Dupont |                     |                              |

### Gara 5
| Boston 16 maggio 1974                                                                                      | Philadelphia Flyers | 1 – 5 (0-1; 1-2; 0-2) referto                              | Boston Bruins | Boston Garden (15.003 spett.) |
| \| \| \| \| \| Clement 26:04 \| Marcatori \| 08:14 Sheppard 32:06, 36:55 Orr 40:39 Hodge 58:59 Marcotte \| |                     |                                                            |               |                               |
| |                     |                                                            |               |                               |
| Clement 26:04                                                                                              | Marcatori           | 08:14 Sheppard 32:06, 36:55 Orr 40:39 Hodge 58:59 Marcotte |               |                               |

### Gara 6
| Filadelfia 19 maggio 1974                        | Boston Bruins | 0 – 1 (0-1; 0-0; 0-0) referto | Philadelphia Flyers | The Spectrum (17.007 spett.) |
| \| \| \| \| \| \| Marcatori \| 14:48 MacLeish \| |               |                               |                     |                              |
|                                                  |               |                               |                     |                              |
|                                                  | Marcatori     | 14:48 MacLeish                |                     |                              |

## Roster dei vincitori
| Vincitori della Stanley Cup 1974 Philadelphia Flyers | Portieri: Bernie Parent, Bobby Taylor Difensori: Ed Van Impe, Tom Bladon, Barry Ashbee, André Dupont, Joe Watson (A), Jimmy Watson Attaccanti: Bill Barber, Dave Schultz, Bob Kelly, Bill Clement, Don Saleski, Gary Dornhoefer (A), Terry Crisp (A), Bobby Clarke (C), Simon Nolet, Ross Lonsberry, Rick MacLeish, Bill Flett, Orest Kindrachuk, Bruce Cowick Staff Tecnico: Fred Shero (Allenatore), Mike Nykoluk (Ass. allenatore) |